# Горизонтальна гілка

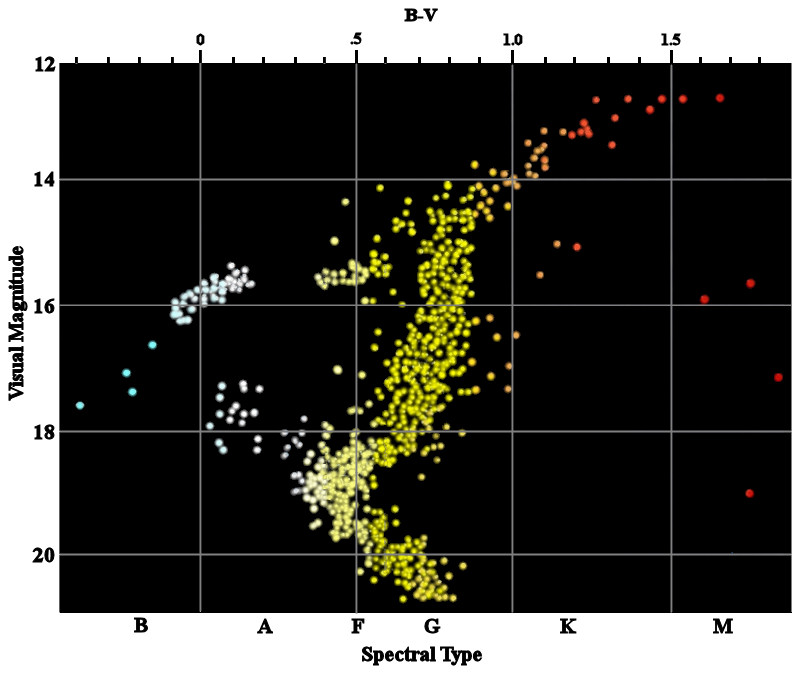
Діаграма Герцшпрунга — Рассела для кулястого скупчення Мессьє 3. Горизонтальне відгалуження охоплює ділянку близько 16-ї зоряної величини спектральних класів A та B (показник B—V < 1).

Горизонтальна гілка, або горизонта́льне відгалу́ження — послідовність на діаграмі Герцшпрунга — Рассела для кулястих скупчень, яка пролягає вузькою горизонтальною смугою від відгалуження червоних гігантів, які мають світність близько 50 L☉, у бік високих температур.

## Еволюційна стадія
Зорі малої маси після спалаху гелієвого ядра (на вершині відгалуження червоних гігантів) потрапляють на горизонтальне відгалуження нульового віку. Джерелом їх енергії є горіння гелію в ядрі та горіння гідрогену в шарі навколо ядра. Положення зорі на цьому відгалуженні визначається кількома чинниками, головними з яких є маса зорі та вміст важких елементів в оболонці.

## Морфологія горизонтального відгалуження
На діаграмі Гершпрунга-Рессела зорі цієї стадії формують приблизно горизонтальну лінію.
Стаціонарні зорі горизонтального відгалуження утворюють дві групи:
- «блакитне» горизонтальне відгалуження, заселене гарячими зорями;
- «червоне» горизонтальне відгалуження, на якому розташовані холодніші зорі.

Деякі кулясті скупчення мають або лише блакитне, або лише червоне відгалуження. У проміжку між ними, на перетині зі смугою нестабільності, розташовані змінні типу RR Ліри.
Для цих змінних існує чітке співвідношення «період — світність», що дозволяє застосовувати їх як індикатори відстані в космосі.
За час еволюції на горизонтальному відгалуженні (для зір із масою M☉ — близько 120 млн років) світність зорі зростає не більше, ніж на 0,3m.

## Подальша еволюція
Після стадії горизонтального відгалуження зорі зазвичай пересуваються на асимптотичне відгалуження гігантів (АВГ), за винятком найлегших серед них, які перетворюються на білих карликів безпосередньо.